# Smalsektorspindel
Smalsektorspindel (Zygiella atrica) är en spindelart som först beskrevs av Carl Ludwig Koch 1845.  Smalsektorspindel ingår i släktet Zygiella och familjen hjulspindlar. Arten är reproducerande i Sverige. Inga underarter finns listade i Catalogue of Life.